# Gopo pentru cel mai bun actor
Gopo pentru cel mai bun actor sunt premii acordate în cadrul galei Premiilor Gopo.
Câștigătorii și nominalizații acestei categorii sunt:

## Anii 2000
- 2007 Ion Sapdaru  – A fost sau n-a fost? pentru rolul personajului Tiberiu Mănescu
  - Teodor Corban  – A fost sau n-a fost? pentru rolul Virgil Jderescu
  - Valentin Popescu  – Ryna pentru rolul Biriș

- 2008 Răzvan Vasilescu  – California Dreamin' (Nesfârșit) pentru rolul personajului Doiaru
  - Armand Assante  – California Dreamin' (Nesfârșit) pentru rolul Căpitanului Doug Jones

- 2009 Dragoș Bucur  – Boogie pentru rolul personajului Bogdan „Boogie” Ciocăzanu
  - Alexandru Potocean  – Nunta mută pentru rolul Iancu
  - Cosmin Seleși  – Schimb valutar pentru rolul Emil
  - Marius Florea Vizante  – Restul e tăcere pentru rolul Grig

## Anii 2010
- 2010 Dragoș Bucur  – Polițist, adjectiv pentru rolul personajului Cristi
  - Adrian Titieni  – Pescuit sportiv pentru rolul Mihai
  - Andi Vasluianu  – Cealaltă Irina pentru rolul Aurel Jianu
  - Florin Piersic Jr.  – Călătoria lui Gruber pentru rolul Curzio Malaparte
  - Valentin Popescu  – Cele ce plutesc pentru rolul Avram

- 2011 Victor Rebengiuc  – Medalia de onoare pentru rolul personajului Ion
  - Andras Hathazi  – Morgen pentru rolul Nelu
  - George Piștereanu  – Eu când vreau să fluier, fluier pentru rolul Silviu
  - Mimi Brănescu  – Marți, după Crăciun pentru rolul Paul Hanganu
  - Yilmaz Yalcin  – Morgen pentru rolul Behran

- 2012 Bogdan Dumitrache  – Din dragoste cu cele mai bune intenții pentru rolul Alex
  - Cristi Puiu  – Aurora pentru rolul Viorel
  - Vlad Ivanov  – Principii de viață pentru rolul Emilian Velicanu

- 2013 Șerban Pavlu  – Toată lumea din familia noastră pentru rolul Marius
  - Adrian Titieni  – Și caii sunt verzi pe pereți  pentru rolul Tocitu
  - Gabriel Spahiu  – Visul lui Adalbert pentru rolul Iulică Ploscaru

- 2014 Victor Rebengiuc  – Câinele japonez pentru rolul Costache
  - Adrian Titieni  – Domestic  pentru rolul domnul Lazăr
  - Gheorghe Ifrim  – Domestic pentru rolul domnul Mihăeș
  - Igor Babiac  – La limita de jos a cerului pentru rolul Viorel
  - Dan Chiorean  – Rocker pentru rolul Victor

- 2015 Florin Piersic Jr.  – Q.E.D.  pentru rolul Alecu Voican
  - Mark Strong  – Closer to the Moon  pentru rolul Max Rosenthal
  - Harry lloyd  – Closer to the Moon  pentru rolul Virgil
  - Sorin Leoveanu  – Q.E.D.  pentru rolul Sorin Pârvu

- 2016 Teodor Corban  – Aferim!  pentru rolul Costandin
  - Gheorghe Ifrim  – București NonStop  pentru rolul Achim
  - Emilian Oprea  – De ce eu?  pentru rolul Cristian Panduru
  - Alexandru Papadopol  – Acasă la tata  pentru rolul Robert
  - Cuzin Toma  – Comoara  pentru rolul Costi

- 2017 Gheorghe Visu  – Câini  pentru rolul Hogaș 
  - Bogdan Dumitrache  – Dublu  pentru rolul George
  - András Hatházi  – Orizont  pentru rolul Cristian Lucian
  - Mimi Brănescu  – Sieranevada  pentru rolul Lary
  - Adrian Titieni  – Bacalaureat  pentru rolul Romeo

- 2018 Vlad Ivanov  – Un pas în urma serafimilor  pentru rolul Ivan
  - Mircea Postelnicu  – Ana, mon amour  pentru rolul Toma
  - Andi Vasluianu  – Breaking News  pentru rolul Alex
  - Tudor Aaron Istodor  – Fixeur  pentru rolul Radu
  - Alexandru Potocean  – Marița  pentru rolul Costi
  - Șerban Pavlu  – Meda sau Partea nu prea fericită a lucrurilor  pentru rolul Doru

- 2019 Bogdan Dumitrache  – Pororoca
  - Șerban Pavlu  – Charleston
  - Valeriu Andriuță  – Dragoste 1. Câine
  - Horațiu Mălăele  – Moromeții 2
  - Vasile Pavel  – Soldații. Poveste din Ferentari

## Anii 2020
- 2020 Iulian Postelnicu  – Arest.
  - Gheorghe Visu  – Heidi
  - Mihai Smarandache  – Parking
  - Radu Botar  – Cardinalul
  - Răzvan Vasilescu  – Mo

- 2021 Mihai Călin  – 5 Minute
  - Igor Babiac  – Dragoste 2. America
  - Șerban Lazarovici  – Tipografic Majuscul
  - Teodor Corban  – Urma

- 2022 Bogdan Farcaș  – Neidentificat
  - Adrian Titieni  – Tata mută munții
  - Conrad Mericoffer  – Câmp de maci
  - István Téglás  – Luca
  - Mircea Andreescu  – După 40 de zile

- 2023 Iulian Postelnicu  – rolul Ilie din Oameni de treabă
  - Mircea Postelnicu  – rolul Liviu din Crai nou
  - Șerban Lazarovici  – rolul Sorin din Metronom
  - Emanuel Pârvu  – rolul Marius Preda din Miracol
  - Bogdan Dumitrache  – rolul Doru din Om câine

- 2024 Alex Calangiu  – rolul Viorel Stănese din Libertate
  - Laurențiu Bănescu  – rolul Bogdan din Boss
  - Niko Becker  – rolul Dumitru din Spre nord
  - Soliman Cruz  – rolul Joel din Spre nord
  - Vlad Logigan  – rolul Alex din Visul

- 2025 Adrian Văncică  – rolul Gelu din Anul Nou care n-a fost
  - Yann Verburgh  – rolul Sami din Captura
  - Emanuel Pârvu  – rolul Dragoș Binder din Familiar
  - Alex Călin  – rolul Niculae Moromete din Moromeții 3
  - Doru Bem  – rolul Leiba din Săptămâna Mare

## Victorii multiple
Următoarele persoane au câștigat premiul Gopo pentru cel mai bun actor de mai multe ori :
| Premii câștigate | Actor             |
| ---------------- | ----------------- |
| 2                | Dragoș Bucur      |
| 2                | Bogdan Dumitrache |
| 2                | Victor Rebengiuc  |
| 2                | Iulian Postelnicu |